# Z-матриця (математика)
Z-матриці — клас матриць в математиці, всі елементи яких поза головною діагоналлю, не перевищують нуля, тобто елементи Z-матриці мають вигляд:
{\displaystyle Z=(z_{ij});\quad z_{ij}\leq 0,\quad i\neq j.}
Дане означення відрізнається тільки знаком мінус від означення матриці Метцлера.
Пов'язаними поняттями є L-матриці, M-матриці, P-матриці, матриці Гурвіца:
- L-матриця — Z-матриця у якої всі діагональні елементи більше нуля.
- M-матриця — Z-матриця у якої всі власні значення мають невід'ємні дійсні частини.
- P-матриця — квадратна матриця, у якої всі головні мінори більше нуля. Невироджені M-матриці є підмножиною P-матриць.